# Berg bei Neumarkt in der Oberpfalz
Berg bei Neumarkt in der Oberpfalz (amtlich: Berg b.Neumarkt i.d.OPf.) ist eine Gemeinde im Landkreis Neumarkt in der Oberpfalz in Bayern.

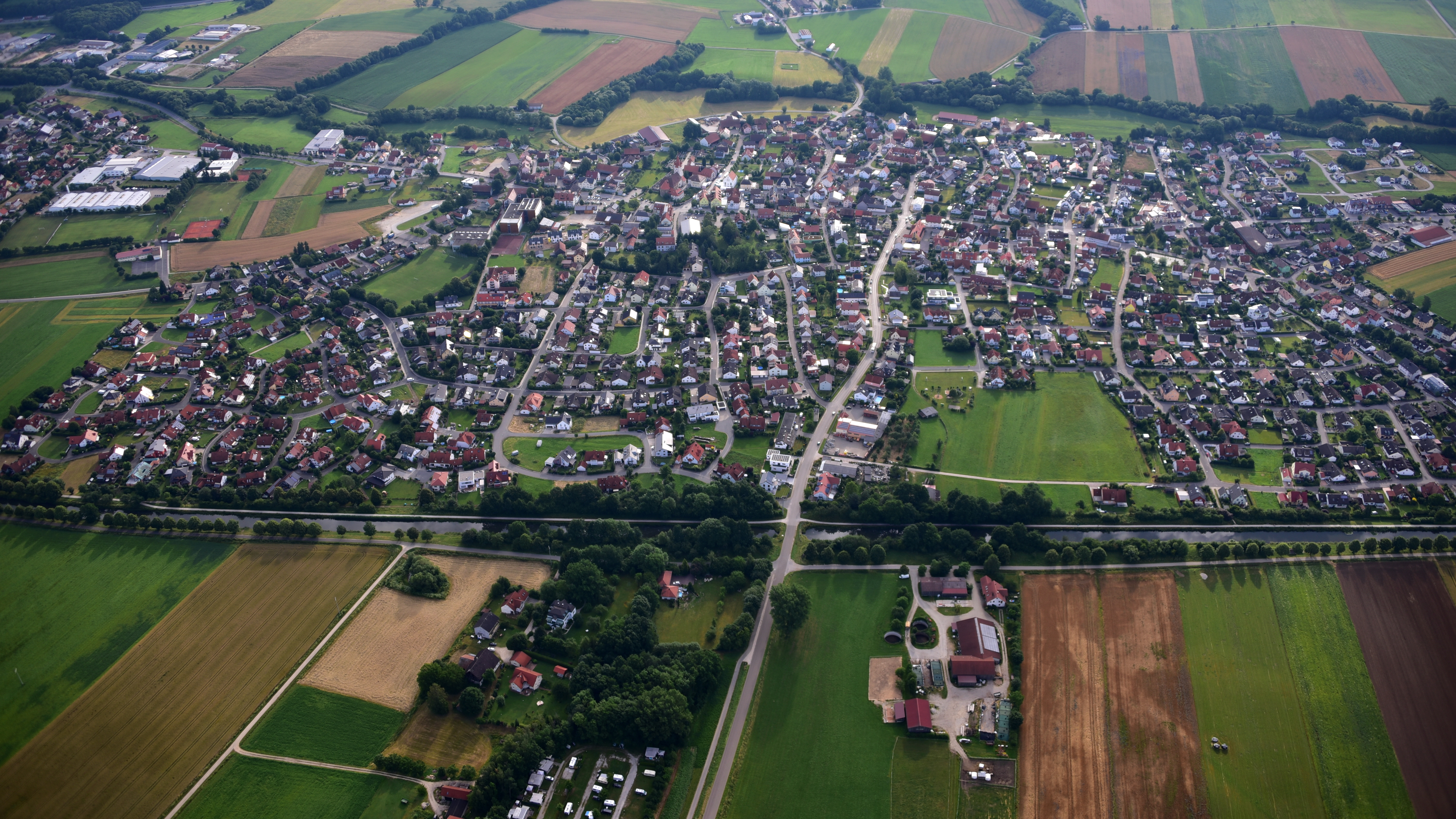
Berg bei Neumarkt in der Oberpfalz, Luftaufnahme (2016)

## Geographie

### Geographische Lage
Das Dorf Berg liegt im Oberpfälzer Jura, dem Oberpfälzer Teil der auch Fränkischer Jura genannten Fränkischen Alb. Es befindet sich zwischen der Schwarzach im Osten und dem Ludwig-Donau-Main-Kanal im Westen. Etwa 3,5 km ostsüdöstlich erhebt sich der Ottenberg.

### Gemeindegliederung
Es gibt 35 Gemeindeteile (in Klammern ist der Siedlungstyp angegeben):
- Beckenhof (Weiler)
- Berg b.Neumarkt i.d.OPf. (Pfarrdorf)
- Bischberg (Dorf)
- Burkertshof (Einöde)
- Gebertshof (Einöde)
- Gnadenberg (Pfarrdorf)
- Gspannberg (Dorf)
- Haimburg (Dorf)
- Haslach (Dorf)
- Häuselstein (Dorf)
- Hausheim (Pfarrdorf)
- Irleshof (Dorf)
- Kadenzhofen (Dorf)
- Kettenbach (Dorf)
- Kleinvoggenhof (Weiler)
- Klostermühle (Einöde)
- Langenthal (Dorf)
- Loderbach (Kirchdorf)
- Mauertsmühle (Einöde)
- Meilenhofen (Dorf)
- Mitterrohrenstadt (Dorf)
- Oberölsbach (Dorf)
- Oberrohrenstadt (Weiler mit Kirche)
- Oberwall (Weiler)
- Reicheltshofen (Dorf)
- Reichenholz (Einöde)
- Richtheim (Dorf)
- Riebling (Dorf)
- Rührersberg (Weiler)
- Sindlbach (Pfarrdorf)
- Stöckelsberg (Pfarrdorf)
- Unterölsbach (Kirchdorf)
- Unterrohrenstadt (Dorf)
- Unterwall (Dorf)
- Wünricht (Weiler)

## Geschichte
Von 1128 bis 1848 gab es in Berg zwei Burgen in Händen verschiedener Besitzer. Am 12. November 1129 wurde Berg erstmals urkundlich erwähnt, und zwar bei einem Zehentstreit zwischen der Propstei Fürnried und dem Kloster Kastl, bei dem ein Leutpriester „Heinricus de Perge“ genannt wird. 1224 wurde Berg ein herzoglich-bayerisches Amt. 1236 wird mit dem Reichsministerialen „Wernher von Paerge“ erstmals ein Adeliger zu Berg fassbar. Um 1280 ist in einem pfalzgräflichen Urbar ein Amt „Paern“ aufgeführt. 1318 erscheint urkundlich ein Heinrich von Berg als „ehrsamer Ritter“, von welchem der beiden Rittersitze, ist nicht klärbar. Dies gilt auch für einige weitere Adelige zu Berg. Auf der herzoglichen Burg saßen jedenfalls 1360 Heinrich der Streitberger, 1370 Otto Senft, 1381 Heinrich von (Burg-)Thann, 1390 bis mindestens 1406 Hans Strupperger als herzogliche Beamte. Als die Pfalzgrafen 1388 die Feste Haimburg erwarben, vereinigten sie das Amt Berg mit dem neuerrichteten Amt Haimburg. Auf dem anderen Adelssitz saß 1390 Heinrich der Smid; das Reichministerialengeschlecht Smide hatten in der Umgebung von Berg großen Besitz. 1339 ist ein Cuntz Smid zu Perge genannt. 1325 inkorporierte der Eichstätter Bischof Gebhard die Pfarrkirche in „Perg“ dem Kloster Pettendorf.
In den Hussitenkriegen wurden 1432 die Adelssitze zu Berg durch die Hussiten zerstört, Kurt Voit von Rosenberg (wohl auf dem herzoglichen Sitz) und Ulrich Pöllinger (auf dem anderen Sitz) erschlagen und ihre Söhne „gefangen mitgenommen“, wie den Pfarrmatrikeln zu entnehmen ist. Von den Pöllingern sind 1438 im Zusammenhang mit einer Frühmeßstiftung zu Berg Conrat als Pfleger zu Helfenberg, Niklas als Pfleger zu „Rotenburgk“ und Fritz als Pfleger zu Hainberg (= Haimburg) genannt. 1450 zerstörten die Nürnberger den Berger Sitz der Pöllinger. Diese bauten ihn nicht mehr auf, sondern erbauten einen kleinen Sitz neu, den sie 1454 dem Kloster Gnadenberg verkauften, das ihn zu einem Wirtschaftsgut umwandelte. Von den Voit hört man erst wieder 1539 mit der Nennung von Hans Voit, genannt der Ältere, der den öd liegenden Pöllinger-Sitz 1558 kaufte und 1567 seinem Sohn Hans Voit dem Jüngeren als Erblehen überließ. Über dessen Sohn Gilg Sebastian Voit von Berg kam der Besitz 1651 an den letzten Voit, Max Christoph Voit zu Berg.
Infolge des Landshuter Erbfolgekriegs war Berg 1504 nürnbergerisch geworden. kam aber 1521 zur Kurpfalz zurück. 1542 führte die Kurpfalz die Reformation ein, 1625 kam es unter dem Bayernherzog Maximilian zur Wiedereinführung des alten Glaubens. In dieser evangelischen Phase wurde um 1602/08 eine Schule eingerichtet, ebenso ein Almosenamt. Im Dreißigjährigen Krieg mussten 1639 die Ämter der herzoglichen Regierung in Amberg melden, wie viele ihrer Höfe belegungsfähig seien hinsichtlich des bevorstehenden Winterquartiers der Truppen; das Amt Haimburg meldete für Berg die Zahl von 26 Höfen. Die übrigen Höfe lagen wohl kriegsbedingt öd. Die Berger Bevölkerung war durch den Krieg auf ein Zehntel geschrumpft. 1655 überließ Herzog Philipp Wilhelm von Neuburg das Kloster Pettendorf einschließlich der Zugehörungen, also auch dem Patronatsrecht über die Pfarrei Berg, dem Kloster Kaisheim; mit Zustimmung des Herzogs übertrug das Kloster Kaisheim 1670 diesen Besitz dem Dominikanerkloster zu Regensburg. 1676 kam es zum Weiterverkauf an das Kloster Pielenhofen.
Nach den Voit hatten ab 1702 die Senser, Hofkammerbeamte in München, das Landsassengut Berg inne, nach diesen die Sandizell und 1750 der kurbayerische Leibarzt Fuchs, der das Gut an den oberpfälzischen Renthrat Kaspar Weiß veräußerte, der es an seine Tochter Veronika Weiß zu Neumarkt vererbte. Diese „Hofmark Berg“ bestand gegen Ende des 18. Jahrhunderts aus dem kleinen Schloss zu Berg, vier Halbhöfen, acht Achtelhöfen und acht Sechzehntelhöfen zu Berg, einem Halbhof zu Meilenhofen und einem Achtelhof zu Riebling. Insgesamt bestand Berg am Ende des Alten Reiches um 1800 aus 96 Anwesen, die sechs Grundherrschaften gehörten. Die meisten Höfe besaß das Kastenamt Haimburg, 18 das Kastenamt Neumarkt, zwei das Klosterrichteramt Gnadenberg und den Widumshof die Pfarrer Berg. Die Hochgerichtsbarkeit übte das herzogliche Pflegamt Pfaffenhofen aus.
Im Königreich Bayern (1806) wurde der Steuerdistrikt Berg gebildet, dem Berg und das benachbarte Meilenhofen angehörte. Bei der Gemeindebildung um 1818/20 kamen zur Gemeinde Berg neben Meilenhofen die Ortschaften Oberwall und Unterwall aus dem Steuerdistrikt Haimburg. Nachdem Haimburg eine Gemeinde geworden war, zählten zu ihr auch die Orte Oberwall und Unterwall, die erst 1939 wieder zu Berg kamen. Die Gemeinde Berg gehörte zum Landgericht Kastl zunächst im Bezirksamt Velburg, dann im Bezirksamt Neumarkt, das zum Landkreis Neumarkt wurde.
1845 wurde das „uralte Marienbild von Rasch“ für die Pfarrkirche von Berg erworben und feierlich übertragen. 1887 wurde ein neues Schulhaus gebaut; das alte Schulhaus hatte 1741 „ursprünglich“ im unteren Stock ein Beinhaus. Um 1937 hatte die Berger Schule zwei Klassen mit zwei Lehrkräften, einer weiblichen und einer männlichen. Eingeschult waren Meilenhofen, Kettenbach und Unterwall. 1896 wurde das verbliebene „kleine“ Schloss, ein dreigeschossiger Wohnturm mit Umfassungsmauer und Wassergraben, wegen Baufälligkeit abgetragen. 1917 brannte die Pfarrkirche St. Vitus samt Turm, Glocken und Inventar ab; der Wiederaufbau erfolgte 1919 unter Architekt Vonwerden-Behringer in Nürnberg. 1935 erhielt Berg eine Krankenpflegestation des örtlichen Krankenpflegevereins, die von zwei Niederbronner Schwestern geführt wurde.

### Eingemeindungen
Am 1. April 1939 wurde die Gemeinde Haimburg aufgelöst. Ein Teil kam zu Neumarkt. Am 1. Januar 1972 wurde Hausheim eingegliedert. Loderbach, Oberölsbach, Sindlbach mit dem Rest der aufgelösten Gemeinde Haimburg und Stöckelsberg mit dem am 1. Januar 1972 eingegliederten Häuselstein kamen am 1. Mai 1978 hinzu.

### Einwohnerzahlen des Ortes Berg
- 1836: 0594 (86 Häuser)[20]
- 1871: 0591 (199 Gebäude; Viehbestand: 9 Pferde, 456 Stück Rindvieh)[21]
- 1900: 0589 (113 Wohngebäude)[22]
- 1937: 0749 (745 Katholiken 4 Protestanten).[23]
- 1950: 1087 (169 Wohngebäude; Landpolizei-Posten)[24]
- 1961: 1176 (211 Wohngebäude)[25]
- 1970: 1345[26]
- 1987: 1818 (482 Wohngebäude, 584 Wohnungen)[27]
- 2015: 2878[28]

### Einwohnerzahlen der Gemeinde Berg
- 1871: 0643 (Berg mit Meilenhofen; 638 Katholiken, 5 Protestanten; 160 Haushaltungen)[29]
- 1900: 0662 (656 Katholiken, 6 Protestanten; 123 Wohngebäude; Viehbestand: 18 Pferde, 530 Stück Rindvieh, 511 Schweine, 34 Ziegen)[22]
- 1937: 0817 (Berg mit Meilenhofen).[30]
- 1950: 1260 (4 Orte: Berg, Meilenhofen, Oberwall und Unterwall; 199 Wohngebäude; 1087,56 ha)[24]
- 1961: 1331 (4 Orte: Berg, Meilenhofen, Oberwall und Unterwall; 241 Wohngebäude; 1087,41 ha)[25]
- 1970: 2016 (10 Orte: Berg, Meilenhofen, Oberwall, Unterwall, Gspannberg, Haslach, Hausheim, Kettenbach, Kleinvoggenhof, Rührersberg)[26]
- 1987: 5739 (35 Ortsteile; 65,12 km² Fläche; 1568 Wohngebäude, 1858 Wohnungen)[27]
- 2015: 7575 (34 Ortsteile)[31]

Zwischen 1988 und 2018 wuchs die Gemeinde von 5880 auf 7823 um 1943 Einwohner bzw. um 33 %.

## Politik

### Gemeinderat
Seit der Kommunalwahl vom 15. März 2020 setzt sich der Gemeinderat wie folgt zusammen (mit Vergleichszahlen der beiden vorigen Wahlen):
| Partei / Liste                               | 2020 |    | 2014 | 2008 |
| CSU                                          | 7    | 6  | 6    |      |
| SPD                                          | 5    | 7  | 7    |      |
| Grüne                                        | 1    | –  | –    |      |
| LBG (Liste Bürgernaher Gemeindepolitik Berg) | 4    | 4  | 4    |      |
| FWG                                          | 3    | 3  | 3    |      |
| Gesamt                                       | 20   | 20 | 20   |      |

### Bürgermeister
Erster Bürgermeister ist Peter Bergler (LBG). In der Stichwahl am 29. März 2020 konnte er sich mit 58,8 % der gültigen Stimmen gegen Johannes Hierl (CSU, 41,2 %) durchsetzen.

### Wappen
| | Blasonierung: „Schräglinks geteilt; oben unter schwarzem Zinnenhaupt eine goldene Mauer; unten in Schwarz einen stehenden, rot gekrönten und bewehrten goldenen Löwen.“ |
| Wappenbegründung: Die Zinnenmauer ist dem Wappen des Adelsgeschlechts der Voit von Berg entnommen, die vom 15. bis zum ausgehenden 17. Jahrhundert als Landsassen in Berg Herrschaftsrechte ausübten. Der wachsende Pfälzer Löwe ist Teil des alten Kuroberpfalzwappens und erinnert an das kleine herzogliche Amt Berg, das 1388 mit dem neugebildeten oberpfälzischen Amt Haimburg vereinigt wurde. | |

### Partnerschaften
Die Gemeinde Berg unterhält seit Mai 1997 Partnerschaften mit Walce (Walzen) in Polen und seit Oktober 1998 mit Berg bei Rohrbach in Oberösterreich.

## Verkehr und Infrastruktur
Der Ort Berg liegt direkt an der A 3, ca. 30 km von Nürnberg und ca. 70 km von Regensburg entfernt. Durch diesen bevorzugten Standort entwickeln sich die beiden Gewerbegebiete von Berg sehr gut und es siedeln sich viele Nürnberger in der Region an.
Positiv wirkt sich auch die unmittelbare Nähe der Kreisstadt Neumarkt in der Oberpfalz aus. Berg liegt nur 6 km nördlich davon.
Der Ludwig-Donau-Main-Kanal fließt durch die Gemeinde Berg. Seine Umgebung ist ein begehrtes Naherholungsgebiet und lädt zum Wandern und Radfahren ein. Die Scheitelhaltung des Kanals verläuft nahe dem Ortskern.
Durch Berg verläuft der Fernwanderweg Rangau-Pfalz-Weg. Am Kanal entlang verläuft die Ostlinie des Main-Donau-Wegs.

## Sehenswürdigkeiten
- Schloss Berg
- Schloss Rohrenstadt
- Burgruine Haimburg

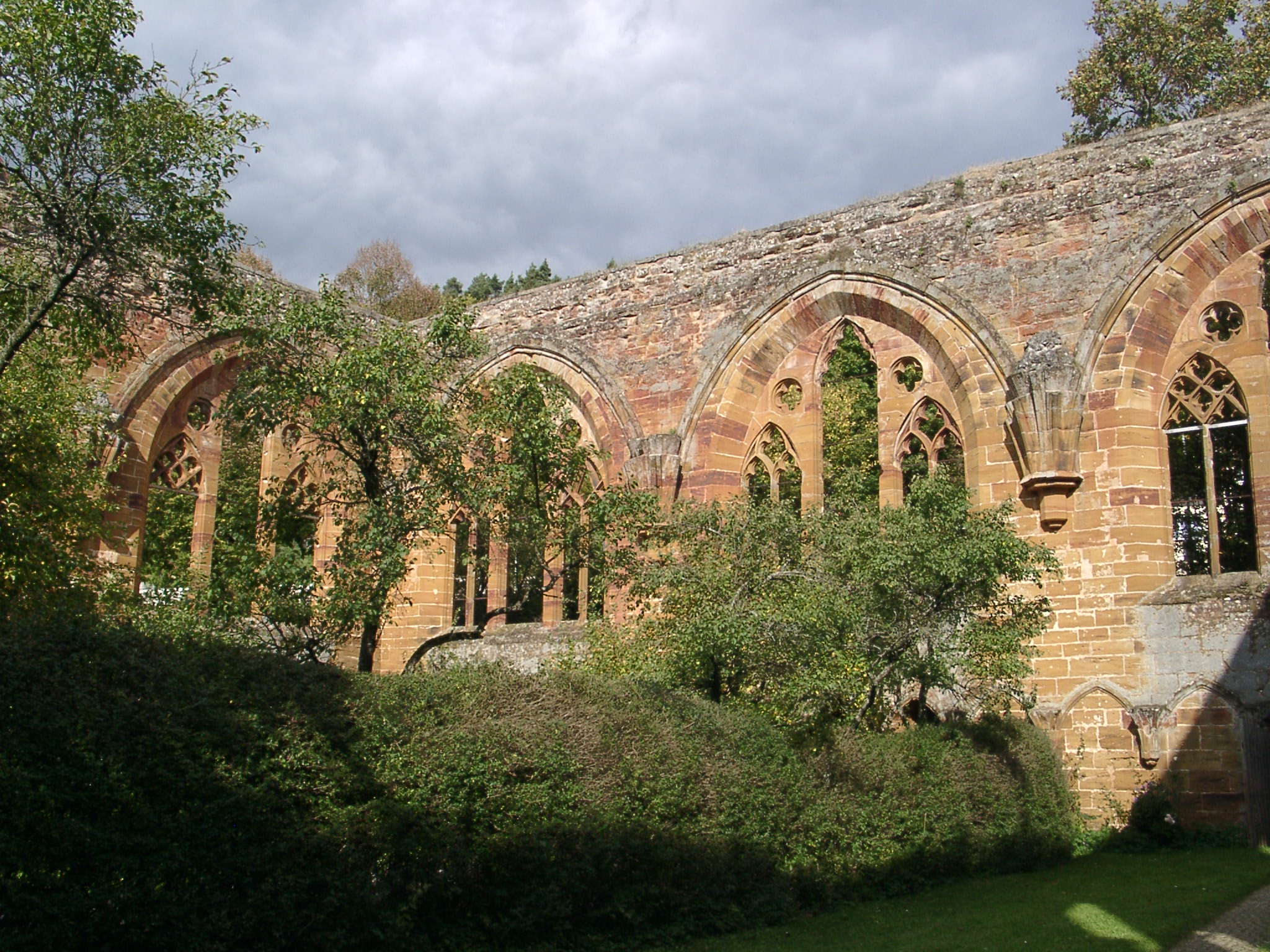
Klosterruine Gnadenberg

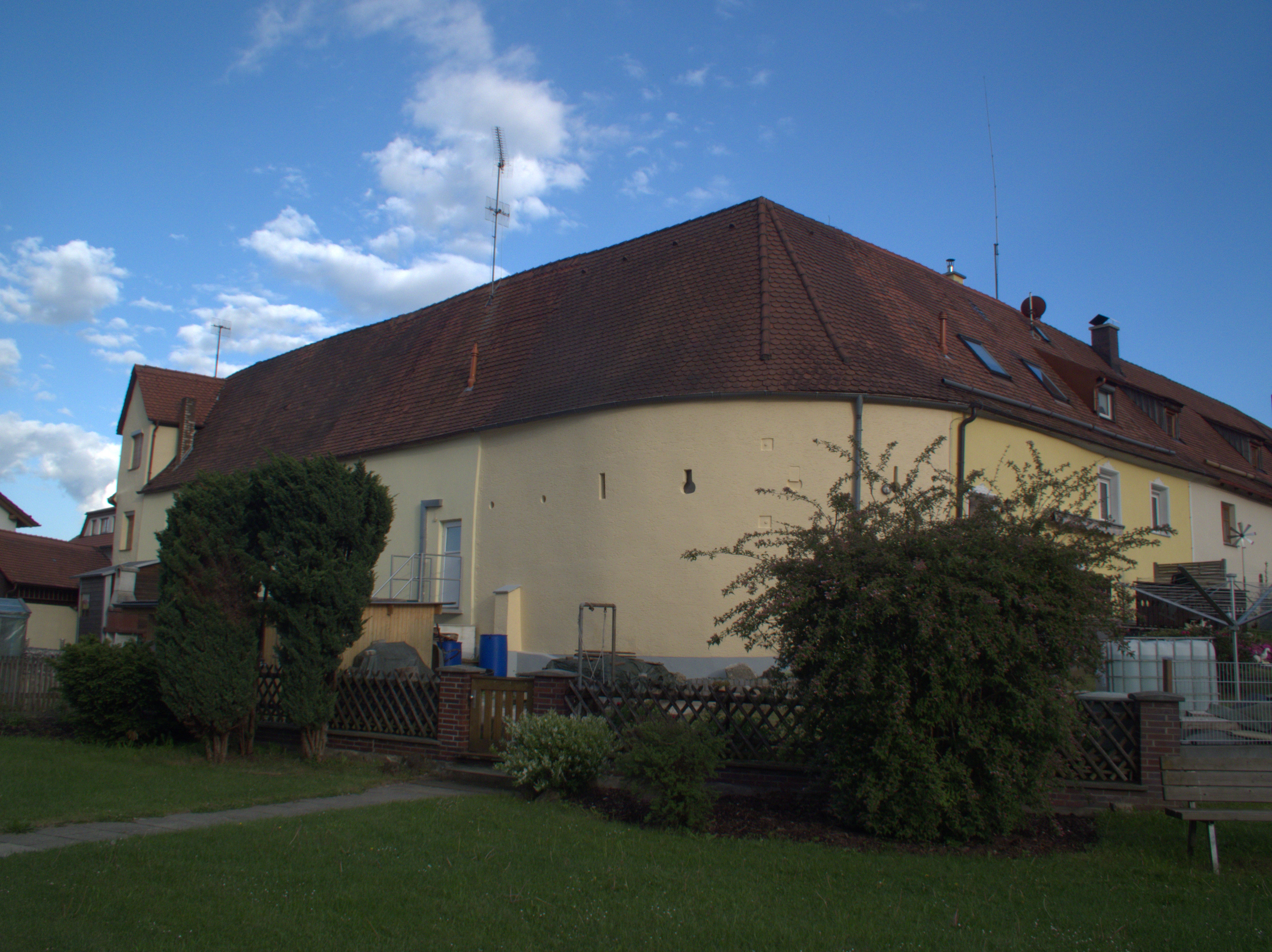
Schloss Berg bei Neumarkt (2012)

- Klosterruine Birgittenkloster Gnadenberg
- Getreidemühle Irleshof
- Die katholische Pfarrkirche St. Jakobus im Ortsteil Sindlbach mit einem Deckengemälde mit Szenen aus dem Leben des heiligen Jakobus dem Älteren  von 1758 von dem Eichstätter Hofmaler Johann Michael Franz

## Persönlichkeiten
- Johann Nepomuk Mederer (1734–1808), Historiker und Jesuit, geboren im Ortsteil Stöckelsberg
- Conrad Merz (1768–1846), Orgelbauer, Stammvater der Münchner Orgelbauerdynastie Maerz, geboren im Ortsteil Heimburg.
- Johann Michael Triller (1825–1902), römisch-katholischer Priester, Mitglied des Deutschen Reichstags
- Stephan Bierner (1867–1951), Politiker
- Michael Wittmann (1870–1948), katholischer Religionsphilosoph, Ethiker und Philosophiehistoriker
- Josef Kürzinger (1898–1984), römisch-katholischer Priester und Hochschullehrer
- Michael Spitz (1937–2008), Benediktiner, Religionspädagoge
- Albert Löhner (1948–2021), Politiker (CSU) und Jurist
- Helmut Hampl (1950–2021), Fußballspieler